# Åke Nygren
Karl Johan Åke Nygren, född 17 februari 1908 i Alvesta församling, Kronobergs län, död 4 september 1980, var en svensk musikdirektör.
Nygren, som var son till kamrer Robert Nygren och Hulda Wallin, avlade organistexamen 1929 samt kyrkosångar- och musiklärarexamen 1931. Han studerade sång- och talteknik för sin farbror Karl Nygren-Kloster samt för Leo Barczinsky och Antti Sovijärvi. Han studerade recitation för Gabriel Alw, Hilma Henningsson och Gerda Lundequist. Han var lärare i röst- och talvård vid Musikhögskolan i Stockholm 1945–1976, vid Stockholms högskola 1936, vid Stockholms universitet 1960–1975, lärare i liturgisk läsning vid teologiska fakulteten i Uppsala 1949–1964 och var skådespelare vid Marionetteatern 1970–1974. Han ledde tillsammans med brodern Bertil Nygren Klosters röstskola från 1942, senare tillsammans med hustrun Cajs-Marie Nygren f. Wallin   (1912–1999) och söner. 
Nygren utgav Trollvisor (1932), Sju skrattande skator (1934), Biet och blommorna (1943), Människor och stjärnor (1947), Lek och Allvar (1948) samt uppsatser om rösten och talet i samlingsverk.